# Olympique Gymnaste Club de Nice 1968-1969
Questa voce raccoglie le informazioni riguardanti l'Olympique Gymnaste Club de Nice nelle competizioni ufficiali della stagione 1968-1969.

## Stagione
Dopo un buon inizio, per buona parte del campionato il Nizza stazionò nelle posizioni di bassa classifica; nelle ultime undici partite la squadra incassò nove sconfitte che la fecero cadere fino all'ultimo posto valevole per la retrocessione diretta, che avvenne con un turno di anticipo. 
In Coppa di Francia il Nizza giunse sino agli ottavi di finali eliminando squadre di categorie inferiori, uscendo successivamente per una sconfitta con i dilettanti del Gueugnon, mentre in Coppa delle Fiere la squadra venne estromessa al primo turno dall'Hansa Rostock.

## Maglie
Il colletto della maglia diviene di colore nero.
| Manica sinistra · Manica sinistra · Maglietta · Maglietta · Manica destra · Manica destra · Pantaloncini · Calzettoni |

## Rosa
| N. |                    | Ruolo | Calciatore         |
| -- | ------------------ | ----- | ------------------ |
|    | Francia (bandiera) | P     | Marcel Aubour      |
|    | Francia (bandiera) | P     | Charly Marchetti   |
|    | Francia (bandiera) | P     | Michel Travolti    |
|    | Francia (bandiera) | D     | Gérard Albert      |
|    | Francia (bandiera) | D     | Marcel Artélésa    |
|    | Francia (bandiera) | D     | Patrick Barthélémy |
|    | Francia (bandiera) | D     | Guy Cauvin         |
|    | Francia (bandiera) | D     | Francis Isnard     |
|    | Francia (bandiera) | D     | Richard Moussu     |
|    | Francia (bandiera) | D     | Maurice Serrus     |
|    | Francia (bandiera) | D     | Christian Vandini  |
|    | Francia (bandiera) | C     | Regis Bruneton     |
|    | Francia (bandiera) | C     | Daniel Cerutti     |
|    | Francia (bandiera) | C     | Roger Jouve        |

| N. |                      | Ruolo | Calciatore           |
| -- | -------------------- | ----- | -------------------- |
|    | Francia (bandiera)   | C     | Sylvain Léandri      |
|    | Algeria (bandiera)   | C     | Jean-Pierre Rebeuh   |
|    | Francia (bandiera)   | C     | Alain Rizzo          |
|    | Francia (bandiera)   | C     | Albert Robin         |
|    | Francia (bandiera)   | C     | Gérard Segarra       |
|    | Francia (bandiera)   | A     | Jean-Claude Camerini |
|    | Francia (bandiera)   | A     | René Fioroni         |
|    | Belgio (bandiera)    | A     | Fernand Goyvaerts    |
|    | Francia (bandiera)   | A     | Arnoldo Granella     |
|    | Francia (bandiera)   | A     | Joseph Herrera       |
|    | Camerun (bandiera)   | A     | Jean-Rémy Issembé    |
|    | Francia (bandiera)   | A     | Charly Loubet        |
|    | Argentina (bandiera) | A     | Rafael Santos        |

## Risultati

### Coppa delle Fiere
| Arbitro: | van Gemert |

|                           |           |  |
| Drews 23’ Decker 52’, 90’ | Marcatori |  |

| Arbitro: | Boller |

|                         |           |           |
| Goyvaerts 47’ Robin 65’ | Marcatori | 80’ Drews |

## Statistiche

### Andamento in campionato
| Giornata  | 1 | 2 | 3 | 4 | 5 | 6 | 7 | 8  | 9  | 10 | 11 | 12 | 13 | 14 | 15 | 16 | 17 | 18 | 19 | 20 | 21 | 22 | 23 | 24 | 25 | 26 | 27 | 28 | 29 | 30 | 31 | 32 | 33 | 34 |
| --------- | - | - | - | - | - | - | - | -- | -- | -- | -- | -- | -- | -- | -- | -- | -- | -- | -- | -- | -- | -- | -- | -- | -- | -- | -- | -- | -- | -- | -- | -- | -- | -- |
| Luogo     | C | T | C | T | C | T | C | T  | C  | T  | C  | T  | C  | C  | T  | C  | T  | C  | T  | C  | T  | C  | T  | C  | T  | C  | T  | C  | T  | T  | C  | T  | C  | T  |
| Risultato | N | V | V | P | N | N | P | N  | P  | P  | P  | P  | N  | N  | P  | V  | P  | N  | P  | V  | P  | N  | P  | V  | P  | N  | P  | P  | P  | P  | V  | P  | P  | P  |
| Posizione | 7 | 5 | 3 | 5 | 6 | 7 | 8 | 11 | 10 | 13 | 15 | 15 | 16 | 16 | 17 | 14 | 17 | 15 | 17 | 15 | 17 | 17 | 17 | 17 | 17 | 17 | 17 | 17 | 18 | 18 | 18 | 18 | 18 | 18 |

Fonte:  France » Ligue 1 1968/1969 » Schedule, su worldfootball.net.
Legenda:

Luogo: C = Casa; T = Trasferta. Risultato: V = Vittoria; N = Pareggio; P = Sconfitta.